# Montepío
Montepío är en ort i Mexiko.   Den ligger i kommunen Chilón och delstaten Chiapas, i den sydöstra delen av landet, 800 km öster om huvudstaden Mexico City. Montepío ligger 1 113 meter över havet och antalet invånare är 113.
Terrängen runt Montepío är kuperad åt sydväst, men åt nordost är den bergig. Terrängen runt Montepío sluttar söderut. Runt Montepío är det ganska tätbefolkat, med 54 invånare per kvadratkilometer. Närmaste större samhälle är Yajalón, 8,7 km nordväst om Montepío. I omgivningarna runt Montepío växer i huvudsak städsegrön lövskog.